# Србија у Првом светском рату
Краљевина Србија ратовала је против Аустроугарске и других Централних сила од 28. јула 1914. када јој је аустроугарска влада објавила рат па све до капитулације Аустроугарске 3. новембра 1918. године. Прве године рата Србија је потукла аустроугарску Балканску војску. Наредне године њена војска суочила се са Тројном инвазијом. Не желећи да се преда српска војска се повукла преко Албаније. Евакуисана је на Крф где се одморила, наоружала и реорганизовала. Одатле је пребачена на Солунски фронт где је већ 1916. године забележила успехе. После дугог затишја борбе за пробијање фронта почеле су септембра 1918. године. Српске и друге савезничке снаге пробиле су фронт и убрзо је Бугарска принуђена на предају. Српска војска незадрживо је напредовала и 1. новембра 1918. ослобођен је Београд. Захваљујући српским војним победама и дипломатији створена је Краљевина Срба, Хрвата и Словенаца.
Зарад велике победе у Првом светском рату Србија је изгубила велики број људи: током рата изгубила је, процењује се, између 1.100.000 и 1.300.000 становника што је чинило готово трећину укупног становништва или чак око 60% мушке популације.

## Увод у рат

### Сарајевски атентат
На Видовдан 28. јуна 1914. године у Сарајеву је убијен аустроугарски надвојвода (ерцхерцог) Франц Фердинанд. Најпре је на престолонаследника омладинац Недељко Чабриновић бацио бомбу, али се она одбила и експлодирала иза аутомобила. Непун сат касније након првог покушаја атентата и после званичне посете општини, на Франца Фердинанда је гимназијалац Гаврило Принцип испалио два хица из револвера и усмртио њега и његову супругу Софију војвоткињу Хоенберг. Оба атентатора су одмах била ухваћена.
Следећих дана полиција је ухапсила још тројицу њих: Трифка Грабежа, Васу Чубриловића и Цветка Поповића. Мухамед Мехмедбашић успео је да побегне и да се пребаци у Црну Гору. Оптужница је подигнута против 25 лица. Сви ухапшени били су аустроугарски држављани. По националности највећи број њих били су Срби али је било и Хрвата. Истрага је утврдила да је тројицу атентатора одредио Данило Илић али и да су остала тројица, међу њима и Гаврило Принцип, дошли недавно из Београда где су одлучили да убију надвојводу. Тамо су се повезали са избеглицом из Босне Миланом Цигановићем а преко њега са четничким војводом и мајором српске војске Војиславом Танкосићем. Од њих су добили оружје и уз њихову помоћ су се пребацили преко границе. Међутим Принцип, Чабриновић и Грабеж су одлучно тврдили и у истрази и пред судом да су потпуно самостално и из националних и патриотских уверења дошли на мисао да убију надвојводу.10
Аустроугарски истражни органи су покушавали да повежу атентаторе са српском владом. Министарство спољних послова у Бечу послало је свог званичника Фридриха фон Визнера у Сарајево да прикупи све компромитујуће чињенице које повезују атентат и српску владу али је фон Визнер 13. јула 1914. могао да телеграфише једино то да национални покрет у Босни и Херцеговини подржавају неке организације из Србије које српска влада толерише али да „ништа не доказује учешће српске владе у атентату, у његовој припреми, или у обезбеђивању оружја“, штавише да за тако нешто „нема места ни за сумње“ пошто постоје чак „индикације да је то искључено“.:172:10
- Гаврило Принцип
- Франц Фердинанд
- Пиштољ Гаврила Принципа којим је извршен атентат у Сарајеву 1914.
- Аутомобил Франца Фердинанда из Сарајевског атентата.
- Униформа Франца Фердинанда из атентата у Сарајеву.

### Реакција српске владе
Држање званичне Србије после првих вести о сарајевском атентату било је у складу са уобичајеним реаговањима у тим приликама али и са извесном журбом да се суседној сили предочи како влада у Београду не само што жали већ и осуђује учињени злочин. Српски посланик у Бечу Јован М. Јовановић Пижон телеграфисао је у Београд у 19:16 часова; она је у 22:30 часова одговорила и наложила Јовановићу да изјави у име краљевске владе министру иностраних дела најдубље саучешће. Такође представници владе одмах су изјавили саучешће аустријском посланику у Београду. Како је Никола Пашић био због предизборне кампање у унутрашњости земље саучешће су изјавили министар правде и начелник министарства иностраних дела. Такође су биле прекинуте видовданске свечаности и наређена је дворска жалост. Српски посланик (амбасадор) је 30. јуна изјавио Бечу да ће српска влада судити свим атентаторима и саучесницима уколико се утврди да се налазе у Србији.:6(1276)

### Јулски ултиматум
Јован М. Јовановић се у Бечу узалуд трудио да оспори оптужбе против своје земље и да делује у правцу смиривања тензија. Када су 2. јула пренесена тела убијених, надвојводе и његове супруге, у Беч спуштена је у његовом стану застава на пола копља. Прве недеље јула ни по чему нису наговештавале оно што се спремало. Оба цара, њихови министри и други чиновници отишли су на одмор, немачка штампа је престала да напада Србију, једно време није било демонстрација у Аустроугарској. Убрзо се чуло да се барон Гизл враћа у Београд на своје место аустроугарског посланика па је ова вест примљена са олакшањем.
Ипак, све су ово биле варке политичких и војних врхова Аустрије и Немачке да би добили потребно време за припрему планова. Аустријски врх, плашећи се руске реакције на могућу војну интервенцију против Србије, тражио је из Берлина подршку за своје планове. Поред добијања потпуне подршке (укључујући и војну), после које је Аустроугарска одлучила да преда Србији представку за коју су били уверени да ће бити неприхватљива за њу, Беч је добио и доминантног савезника који се није презао да „саветује“ о пожељним корацима (поготово када би Беч показао било какве знаке оклевања). По добијању немачке подршке, 7. јула на министарском заседању у Бечу је договорено да се Србији пошаље представка тешко прихватљива за њу:170-171:152, а 14. јула у Бад Ишлу је одлучено да се пошаље ултиматум, а не обична представка.:152 Знајући да могу да изврше мобилизацију и концентрацију снага знатно пре Француза, а неупоредиво пре Руса, Немци су хтели да једним брзим продором кроз Белгију заобиђу француски одбрамбени механизам на граници са Немачком и за неколико недеља да баце Француску на колена а да потом прегрупишу војску и нанесу одлучујући пораз Русији.
Пре саме предаје ултимативне ноте и у Србији се претпостављало се да ће услови бити неприхватљиви за њу и наговештавала се велика могућност за рат у случају одбијања захтева из представке.
Посланик Гизл је 23. јула (10. јула по ст. кал.) 1914. у 18 часова ултимативну представку предао заступнику српског председника владе Лазару Пачуу, министру финансија. Одговор је изричито тражен у року од 48 часова, како се не би дало времена дипломатском решавању проблема. Тренутак предаје је био одређен жељом Беча да се сачека одлазак француског председника из Русије, где је боравио у званичној посети, пошто се желело спречити француско-руско саветовање на највишем нивоу поводом ултиматума Србији.:8:175 Текст ултиматума предат је осталим великим силама дан после, 24. јула:3-13,19 како би се скратило њихово време за реакцију.
Уз опширну оптужбу Србије, изложену око основне тезе да се идеја о атентату родила у Београду, да су оружје и муницију дали официри и чиновници чланови народне одбране и да су пребацивање у Босну извеле старешине српске пограничне службе, ултимативни захтев је изложен у десет тачака. Од владе Србије се тражило:
1. да забрани све публикације које пишу против Аустроугарске и својом општом тенденцијом угрожавају њен територијални интегритет
2. да одмах распусти Народну одбрану и слична удружења и да спречи да оне наставе свој рад под другим именом и у другом виду
3. да из јавне сцене у Србији избаци све оно што представља пропаганду против Аустроугарске
4. да из службе уклони све официре и чиновнике који су одговорни за пропаганду против Аустроугарске
5. да прихвати сарадњу органа царско-краљевске владе у угушивању субверзивног покрета усмереног против територијалног интегритета Царства
6. да отвори истрагу против учесника у Сарајевском атентату и да прихвати да у овој истрази учествују органи Аустроугарске
7. да одмах ухапси Војислава Танкосића и Милана Цигановића
8. да спречи помагање недозвољене трговине оружја преко границе и да отпусти и строго казни припаднике пограничне службе који су помогли пребацивање атентатора
9. да објасни изјаве српских високих чиновника против монархије дате после 28. јуна
10. да обавештава царско-краљевску владу о испуњењу ових захтева.

Цео ултиматум је очевидно тежио да понизи Србију али да и суштински наруши њену самосталност и државност. Ово се нарочито односи на тачке пет и шест али и на тачку десет. Читајући 24. јула ултиматум Србији британски шеф дипломатије сер Едвард Греј је одмах рекао царско-краљевском амбасадору грофу Менсдорфу да је то најужаснији документ који је једна држава икад уручила некој другој држави и притом је указао на тачку пет која директно угрожава независност једне државе.:13 Чим је сазнао за садржај ове ноте руски амбасадор у Бечу је похитао да упозори грофа Берхтолда да је реч о захтевима које не може да прихвати једна уставна држава. Српска влада се састала дан по пријему представке по доласку г. Пашића из Ниша и могла је само да закључи да не остаје ништа друго него да се гине.:11(1219) Гледиште Србије према ултиматуму показује лично писмо регента Александра руском цару Николају II упућено 24. јула:9-10(1217—18):
... Захтеви у аустроугарској ноти понижавају сасвим излишно Србију и не слажу се са њеним достојанством независне државе... Ми смо вољни примити оне аустроугарске захтеве који су у складу с положајем независне државе а и оне које би нам саветовало Ваше Височанство да усвојимо. Све личности за које буде доказано да су умешане у атентат казнићемо строго ми сами. Извесни услови не могу се извршити без промене нашег законодавства, а за то потребно је време. Рок који нам је дат сувише је кратак... Племенита милосрдност коју је Ваше Царско Височанство често показивало према нама, улива нам велику наду да ће Ваше великодушно словенско срце још једном услишити наше молбе.
Слично гледиште изнео је и Никола Пашић приликом сусрета са енглеским отправником послова. Увече 23. јула наређено је да се ухапсе Танкосић и Цигановић. Први је убрзо био ухапшен а други је побегао у унутрашњост Србије. Силе Антанте саветовале су Србији да попусти у највећој мери. Балканске владе биле су углавном уздржане. На питање из Београда црногорска влада је одговорила да не може дати никакав савет и мисли да се треба држати онога што саветују Русија и Француска.

### Српски одговор и објава рата
Српски одговор је био готов тек после 17:30 часова 25. јула. Написали су га Никола Пашић и Стојан Протић. У сваком случају одговор је уручио лично председник владе Никола Пашић мало пре шест часова. Барон Гизл је приметио да одговор није задовољавајући а само што се Пашић вратио у министарство иностраних дела стигло је бароново писмо у коме је посланик навео да Србија није на одговарајући начин одговорила на захтеве царско-краљевске владе и да су односи између држава прекинути. Одмах потом, у 18:15 часова, барон Гизл и особље посланства напустили су Београд и отишли за Земун. Већ је био припремљен премештај државне архиве, надлештава, Пресбироа, Народне банке у Ниш. Истог дана је објављен манифест Владе Србије српском народу о тренутној ситуацији, а сутрадан, 26/13. јула је издат проглас о мобилизацији Исти дан мобилизација је објављена у Аустро-угарској.:156
Сам одговор владе Србије био је крајње попустљив и достојанствен. Били су прихваћени сви захтеви осим онај у тачки шест али је и код те тачке понуђена арбитража суда у Хагу или комисије великих сила. Саопштен свету овај одговор је примљен као пример дипломатске вештине и крајње попустљивости. Задовољан је био чак и немачки кајзер Вилхелм II Немачки. Ипак немачки војни и политички кругови само су чекали повод да нападну Русију. Са нестрпљењем су очекивали вест о руској мобилизацији. У Двојној монархији такође нису водили рачуна о садржају одговора: имали су формалан изговор да српска влада није прихватила свако слово ултиматума и требало је још само да објавити рат. За то им је требало још два дана.
Влада Аустро-угарске је у 11 часова 28. јула 1914. упутила влади Србије обичном поштом телеграм са садржајем на француском језику:
| „ | Le gouvernement royal de Serbie n'ayant pas répondu d'une manière satisfaisante à la note qui lui avait été remise par le ministre d'Autriche-Hongrie à Belgrade à la date du 23 juillet [1]914 le gouvernement impérial et royal se trouve dans la nécessité de pourvoir lui-même à la sauvegarde de ses droits et intérêts et de recourir à cet effet à la force des armes. L'Autriche-Hongrie se considère donc de ce moment en état de guerre avec la Serbie. Le ministre des affaires étrangères d'Autriche-Hongrie Comte Berchtold Превод: Краљевска влада Србије није на задовољавајући начин одговорила на ноту датирану 23. јулом 1914. коју јој је предао аустроугарски посланик у Београду. Зато Царско-краљевска влада налази да је принуђена да се ослони на силу оружја ради очувања својих права и интереса. Аустроугарска сматра да се од овог тренутка налази у рату са Србијом. Министар спољних послова Аустоугарске гроф Берхтолд | ” |

Дан после Аустро-угарска је почела да бомбардује Београд.
Тако је Србија исцрпљена после Балканских ратова била принуђена да води још један рат сада са још моћнијим противником.
Прва жртва у Првом светском рату био је Душан Ђоновић, ученик Трговачке академије.
Душан Ђоновић погинуо је током покушаја аустријских трупа да преко железничког моста на Сави уђу у Београд. Мост је одмах миниран од стране српске војске, а Душан Ђоновић је погинуо у близини тадашње Сиротановићеве стругане. Са Аустроугарске стране је први погинуо Иштван Балохи.
Телеграм о објави рата, чији се оригинал чува у Архиву Србије, Унеско је 9. октобра 2015. уписао у регистар „Сећање света“.

### Ратне прокламације
Дан након објаве рата објављен је ратни проглас аустроугарског суверена Франца Јозефа I народима монархије у коме је стајало да смутње једног мржњом испуњеног непријатеља натерују Монархију да се лати мача у циљу одбране своје части, свог угледа и ранга велике силе и свог интегритета. Даље је Србија оптужена да поткопава поредак на југоистоку Монархије па да је царско-краљевска влада, пошто је покушала да на миран начин реши спор нотом од 23. јула, принуђена да отпочне рат.
Регент Србије принц Александар Карађорђевић је 29/16. јула објавио свој ратни проглас: 
На нашу Србију насрнуло је велико зло. Аустроугарска нам је објавила рат... Невоље наше Краљевине и нашег народа са Аустријом нису почеле од јуче... Моја је влада... хтела избећи по сваку цену сукоб и зато је изишла у сусрет аустроугарској влади до крајњих граница попустљивости, преко којих не може ићи ниједна независна држава... Нажалост, бечки државници осташе глухи... Ја сам принуђен позвати све моје драге и храбре Србе под српску тробојку... Срби, браните свом снагом своје огњиште и српско племе!
Црна Гора је стала уз Србију а њен краљ Никола I Петровић обратио се прогласом народу 6. августа:
Црно жути барјак, који од давних времена као мора притиска душу југословенског народа, развио се да тај народ сада потпуно уништи, да његове слободне представнике Србију и Црну Гору прегази... Тко је јунак и слиједи корацима два стара српска краља, да гинемо и крв прољевамо за јединство и слободу златну... Ми смо хтели мир, а наметнут нам је рат.
Три прогласа донела су три сасвим опречна садржаја. Проглас Франца Јозефа оптуживао је Србију за вишегодишњу завереничку акцију против Монархије, а Црну Гору потпуно мимоилазио. Прогласи регента Александра и краља Николе оптуживали су Монархију да већ током дугог историјског периода спречава развитак српског народа, односно по црногорском тексту Југословена уопште. Први проглас је тумачио објаву рата као природну последицу завереничког деловања, два друга прогласа тумачила су исту ту објаву рата као део већ започетог историјског процеса спутавања Срба. Франц Јозеф позивао се правом велике силе да ратом штити своје интересе и интегритет, док су Александар и Никола позивали народ на одбрану од непријатеља.

## Војске
Локализовани сукоб са Србијом је трајао само три дана, јер је објава рата од 28. јула 1914. и даљи развој догађаја довео до оружаног сукоба широких размера. У Лондону и Петрограду су тражили начин и после 28. јула да се сукоб не прошири па су претпостављали да ће Срби препустити непријатељу Београд (који се налазио на самој граници) и да ће након тога сукоб прећи у надлежност конференције великих сила. У Берлину су само чекали да добију вест о општој мобилизацији у Русији па да започну непријатељства. Чим је та вест стигла почело је упућивање ултиматума и објављивање рата - Русији је рат објављен 1. августа, Француској 3. августа а Белгији 5. августа. Даље је деловао аутоматизам савеза.
Србија није имала уговорених обавеза по којима би за њу аутоматски настао casus foederis али је она, тиме што је била нападнута и што је тај напад ланчано изазвао укључење у рат великих сила и више других држава, постала део овог система објава непријатељстава па је 6. августа објавила рат Немачкој, савезнику силе која је њу напала. Црна Гора, као традиционалан српски савезник, прогласила је општу мобилизацију 28. јула ујутро, а народна скупштина ја на ванредној седници од 1. августа захтевала да се одмах објави рат Аустроугарској. Рат је објављен 5. августа када су отпочеле и операције црногорске војске бомбардовањем Боке которске.

### Аустроугарска војска на Балкану
Аустроугарским ратним планом, којег је у основним цртама Конрад фон Хецендорф, аустроугарски начелник штаба Врховне команде, разрадио још 1909. године, биле су предвиђене операције на три могућа фронта: према Русији на истоку (случај Р), према Италији (случај И) и према Србији и Црној Гори на Балкану (случај Б). Према том плану целокупне копнене снаге Монархије (1.100 батаљона, 425 ескадрона и 483 батерије, не рачунајући тврђавске) подељене су у три велике групе38:
- Ешалон А (28 и по пешадијских и 10 коњичких дивизија као и 21 ландштурмска бригада) - главна група намењена за дејство на Источном фронту против Русије, или на југу против Италије
- Минимална група Балкан (8 пешадијских, 8 ландштурмских и маршевских бригада и неколико коњичких бригада) - предвиђена за дефанзивне операције према Србији и Црној Гори
- Ешалон Б (12 пешадијских и 2 коњичке дивизије) - улога групе да или подржи операције у Галицији против Русије или на југу против Италије или пак уколико не постоји опасност од Русије или Италије да заједно са Минималном групом Балкан води офанзивне операције против Србије и Црне Горе.

Мада је Русија одмах објавила мобилизацију ради заштите Србије, командант аустроугарске балканске војске генерал Поћорек, обавештен да су Србија и Црна Гора потпуно исцрпљене у претходним ратовима, одлучио је да са снагама предвиђеним за дефанзиву крене у офанзиву. Иако овакав потез није предвиђен ратним планом, Врховна команда се са њим сложила јер није веровала да ће се Русија застрашена од Немачке неодложно умешати. Са друге стране рачунало се да ће снаге Балканске војске брзо прегазити Србију и на тај начин омогућити ешалону Б да на време (18. дана мобилизације) отпочне транспортовање својих трупа у Галицију, а у исто време то ће убрзати одлуку Бугарске да ступи у рат на страни Централних сила.38
У духу ових предвиђања извршена је следећа концентрација аустроугарске Балканске војске и ешалона Б:
- 2. армија (4, 7. и 9. корпус) под генералом Бемом Ермолијем, прикупљена је у Срему и Банату где је према почетном операцијском плану требало да остане до 18. августа када је било предвиђено да се транспортује у Галицију (осим 8. корпуса који остаје да појача Пету армију). До тада могла се употребити за демонстративна дејства против Србије.
- 5. армија (8. и 13. корпус) којо је командовао генерал Либоријус фон Франк груписана је на простору Бијељина, Зворник, Брчко са задатком да 12. августа изјутра форсира Дрину, а потом предузме енергично надирање ка Ваљеву и да га заузме најкасније до 18. августа. Једна дивизија ове армије требало је да наступа уз долину Дрине према Љубовији ради садејства са левим крилом 6. армије
- 6. армија (15. и 16. корпус) под непосредном командом команданта Балканске војске генерала Оскара фон Поћорека концентрисана на простору Власеница, Рогатица, Калиновик, Сарајево, требало је да пређе у офанзиву тек када 5. армија заузме Ваљево и створи повољну операцијску основицу за војничку шетњу до Ниша. Њене трупе требало је да надиру ка Ужицу и Пљевљима а само две бригаде су остављене за одбрану Бока которске и Херцеговине.[40]38

Командант аустроугарске Балканске војске био је генерал Оскар фон Поћорек, врховни командант свих оперативних снага надвојвода Фридрих а начелник штаба Врховне команде генерал Конрад фон Хецендорф.
Аустроугарско командовање је своје оперативне замисли планирало на погрешној претпоставци да је борбена вредност српске и црногорске војске слаба те је лоше, временски и просторно, ускладила дејство својих армија пружајући могућност српским армијама да их потуку. Уместо да надире долином Велике Мораве њена офанзива је била планирана из Босне на тешко проходном терену пуном планинских баријера. Због тога концентрација Балканске војске није одговарала ни њеном задатку, ни географско-стратегијској ситуацији, ни начелу економије снага.
- Аустро Угарска војска 1914.
- Униформа Аустроугарксе војске.
- Аустро Угарска војска 1914.
- Аустроугарска војска на Српској граници

### Српска и црногорска војска
Одмах након предаје одговора на ултиматум аустроугарске владе српска влада је очекивала да ће бити бомбардован Београд. Стога је издато наређење да се двор, влада и трезор Народне банке одмах евакуишу у унутрашњост земље и да се трупе Дунавске дивизије I позива изведу у логоре јужно од града. Потписани су укази о враћању у активну службу генерала Живојина Мишића и Дамјана Поповића као и пуковника Милоша Васића. Наређења о минирању Савског моста и преласка железнице у војне руке издата су претходног дана. Указ о мобилизацији целокупне војске издат је 25. јула у 22 часа. За први дан мобилизације одређена је недеља 26. јул. Одмах после објаве мобилизације формирана је врховна команда на челу са генералом Степом Степановићем као заступником војводе Путника. Она се истога дана преселила у Крагујевац. Интересантно је напоменути да влада, услед одсуства војводе Путника није донела никакву одлуку о одбрани Београда већ је ово деликатно питање оставила команданту Дунавске дивизије I позива Миливоју Анђелковићу Кајафи, чије су трупе поселе положаје на линији Гроцка-Ерино брдо-Торлак-Баново Брдо.:29
Мобилизација је оглашена на сличан начин као и у Првом балканском рату. И овога пута Путников план мобилизације функционисао је савршено. Заштиту мобилизације вршиле су малобројне чете кадроваца из новоприпојених области, четници, трећепозивци и жандарми. Већ првог дана мобилизације почели су да пристижу добровољци из крајева Аустроугарске насељених Србима. На проглас о мобилизацији, обвезници су, иако је жетва била у пуном јеку, похрлили у своје команде. Упркос бројним тешкоћама захваљујући пожртвовању железничког особља и изузетном патриотском набоју мобилизација и концентрација војске текле су по плану. Сви борачки делови мобилисани су за 4-6 дана а неборачки за 6-12 дана. Мобилисано је 11 пешадијских дивизија I и II позива, једна коњичка дивизија и трупе трећег позива - укупно око 450.000 људи и 500 топова.:31
Наредба о мобилизацији црногорске војске издата је 28. јула, а већ сутрадан све јединице су биле спремне да крену ка концентрацијским местима. Мобилисано је укупни 35.000 људи и 65 топова које су формирали шест дивизија.:31
Војвода Путник није непосредно руководио мобилизацијом и концентрацијом српске војске, јер се у тим тешким тренуцима српске историје затекао у познатој аустроугарској бањи Глајхенбергу. Па ипак, непосредне припреме за одбрану земље од аустроугарске агресије вршене су по његовим интенцијама и плановима. Говорећи о припремама српске војске за Балкански рат, генерал Томац истиче да су сви планови за тај рат били тако педантно разрађени да би мобилизација и концентрација војске, све да је Путник био одсутан, текле онако како је он предвидео. Управо то се догодило 1914. године. Концентрација је вршена по плану који је војвода Путник разрадио са својим помоћником генералом Мишићем 1908—1909 (види Анексиона криза). Када је требало објавити указ о мобилизацији утврђено је да се кључ од касе у којој су планови налази код одсутног Путника па су пуковници Душан Пешић и Живко Павловић разбили касу како би дошли до тих планова.:32-33
Основна идеја српског ратног плана била је: Држати се одбране док се политичка и стратегијска ситуација не разјасни а тада дејствовати према ситуацији. Војвода Путник се одмах упутио ка Србији, где је и стигао преко Румуније. Живко Павловић сматра да је Путник пуштен из Монархије на интервенцију руске, француске и енглеске дипломатије. Генерал Алфред Краус у својој књизи „Из теорије и праксе у ратној вештини“ наводи да му је начелник Главног генералштаба Конрад на питање зашто је тако значајна личност ослобођена рекао: Ја сам предложио цару ослобођење Путника. Много је боље да Србима командује стари, необразовани Путник него један од млађих генерала школованих у Француској.
Српској влади није било јасно какав ће став према рату заузети мале балканске земље. Грчка и Румунија неће се мешати у рат између Србије и Аустроугарске и држаће Бугарску у шаху. Што се Бугарске тиче многи знакови указивали су на то да њени владајући кругови једва чекају погодну прилику да се реванширају Србију због пораза у претходном рату. По објави рата српски посланик у Софији - Чолакантић упозорио је владу да је потребно обратити нарочиту пажњу на пругу Солун-Ниш јер је Бугарска прикупила око 10.000 комита ради оружане акције у Македонији. Слична ситуација била је и са Албанијом. Тамо су аустроугарски агенти развили живу активност како би у погодном тренутку побунили шиптарско становништво Космета и Македоније. У том циљу управо на дан објаве рата упућена је у Албанију пошиљка од 2.000 пушака, 100.000 метака и 50.000 круна.:35
У оваквој ситуацији Путникова главна брига била је како сачувати слободу дејстава главних снага српске војске док се не утврди којим правцем ће ићи главни аустроугарски напад. Стога је почетни операцијски план изражен директивом врховне команде број 796 од 8. августа 1914. предвиђао следећу концентрацију српских снага:
- врховни командант: регент Александар Карађорђевић, начелник штаба Врховне команде војвода Радомир Путник, помоћник начелника штаба генерал Живојин Мишић
- 1. армија (Тимочка I, Моравска, Дунавска и Тимочка дивизија II позива и Коњичка дивизија) под командом генерала Петра Бојовића распоређена је на простору Смедеревска Паланка, Топола, Рача, са Браничевским одредом (ојачана Дунавска дивизија II позива) на десној обали Дунава од Голупца до ушћа Мораве
- 2. армија (Шумадијска, Моравска, Дунавска и Комбинована дивизија I позива) под командом генерала Степе Степановића на линији Аранђеловац-Лазаревац са ојачаном Дунавском дивизијом I позива код Београда
- 3. армија (Дринска I и Дринска дивизија II позива, Шабачки, Лознички, Обреновачки и Љубовијски одред) којом је командовао генерал Павле Јуришић Штурм концентрисана је на северозападној граници од ушћа реке Колубаре до Љубовије са Дринском дивизијом I позива у рејону Ваљева.
- Ужичка војска (Шумадијска дивизија II позива, Ужичка бригада и Лимски одред) под командом генерала Милоша Божановића на простору Ужице, Рогатица, Бајина Башта, Прибој.[40]:35-36

Концентрација црногорске војске извршена је на следећи начин:
- Врховни командант: краљ Никола Петровић, начелник штаба врховне команде-сердар Јанко Вукотић који је истовремено био и председник владе, министар војске и командант Херцеговачког одреда;
- Ловћенски одред (8.000 људи и 26 топова), дивизијара Митра Мартиновића на простору Ловћен-Суторман са задатком да затвори све правце који од Бока которске воде ка Цетињу и Ријеци Црнојевића;
- Херцеговачки одред (15.000 људи и 20 топова) којим је непосредно командовао сердар Јанко Вукотић груписан на граничном фронту Крстац-Грахово-Трубјела ради затварања праваца који из Боке, Требиња, Билеће и Гацка воде ка Никшићу.
- Санџачки одред (6.000 људи и 6 топова) бригадира Луке Гојнића са задатком да спречи продор непријатеља од Чајнича и Челебића ка Пљевљима и да одржава везу са српском војском;
- Старосрбијански одред (6.000 људи и 12 топова) бригадира Радомира Вешевића на граници према Албанији.

Црногорска војска била је кордонски распоређена на граничном фронту дугом 500 km без икакве резерве. Ово је онемогућило било какво дејство по дубини већ је криза на фронту могла бити отклоњење само рокирањем. У Црну Гору упућена је група српских официра на челу са генералом Божидаром Јанковићем да координира садејства српске и црногорске војске.:37
- војвода
Радомир Путник
- војвода
Живојин Мишић
- војвода
Степа Степановић
- војвода
Петар Бојовић
- генерал
Павле Јуришић Штурм
- дивизијар
Јанко Вукотић

### Артиљерија
Српска артиљерија почела је и завршила рат са наведеним правилом гађања из 1912. године. Гађала је врло успешно у ситуацијама какве су биле током Церске и Колубарске битке, али не и у току стабилизације тј. рововског рата током битке на Мачковом Камену, Гучеву и Јагодњи, а нарочито током одступања 1915. године, када се због тога што није имала одговарајућа извиђачка средства, показала немоћна у односу на добро заклоњену, а уз то још бројно јачу, и технички боље опремљену противникову артиљерију. На Солунском фронту артиљерија је добила мапе, фотографске сниме и метереолошке билтене, али су поред тога до краја елементи за групно гађање одређивани и проверавани само коректуром,односно сталном контролом гађања непосредно пред циљ.

### Објекти и насеља
Већина објеката на селу и варошицама у Србији биле су приземне куће моравског типа. Тај тип градње заснивао се на замисли Ђорђа Станојевића, министра у влади краља Милана Обреновића пре рата. Према њој, Влада Србије је продавала пројекте моравских кућа најширим, мање имућним слојевима народа с ценама које су биле јефтиније од плаћања израде нацрта куће архитектама.
Само су куће богатијих грађана, војни објекти и јавне установе биле грађевине с једним спратом или њима двама, подигнуте у сецесионистичком стилу. Вишеспратнице и небодери с више од трију спрата тад нису постојали, а прва вишеспратница — Палата Албанија — подигнута је после рата. Један од познатијих објекат је Савски мост, који је тада спајао Београд са Земуном и Аустро Угарском, кога је услед напада аустријске војске, 29. Јула 1914. капетан Михајло Илић, срушио са групом понтонираца.

## Прва аустроугарска офанзива
Знајући да су главне српске снаге концентрисане ка северу и сматрајући да је борбена вредност српске војске мала Поћорек је снагама предвиђеним за дефанзиву одлучио да нападне.
Операције аустроугарске Балканске војске против Србије почеле су 12. августа изјутра. Док је 2. армија вршила снажан демонстративан напад дуж обале Саве, трупе 5. армије почеле су форсирање Дрине код села Амајлије и Батар.
Аустријска артиљерија која је вршила бомбардовање Београда налазила се на Бежанијској коси.
23.Јула, Аустријанци су почели да се утврђују на линији село Платичево-Нови Карловци, а исто тако се утврђују на својој обали и у шумама код Шапца.
У штабу аустроугарског 8. корпуса претпостављало се да ће Срби пружити одсудан отпор тек пред Ваљевом.
Српска врховна команда одлучила је да не чека непријатељски напад у пасивном положају. Тиме се Српска врховна команда одлучила на стратегијски дочек по ком је главнина војске постављена у централни део Србије, тј Шумадију, а једна десетина војске тј истакнути делови распоређени су дуж позиција где се очекивао напад како би могли обавестити Врховну команду, која би маневром војног марша послала војску у правцу главног напада. У почетку Врховна команда је очекивала да ће аустријска 2. армија да изврши главни напад дуж Саве и Дунава и да ће се пробити долином Мораве, међутим испоставило се да је 5. аустријска армија прешла Дрину и да се креће долином Јадра. Током 13. августа дуге маршевске колоне 1. и 2. армије хитале су по августовској жези према северозападу одакле је допирала грмљавина топова. За то време трупе 3. српске армије пружале су жесток отпор како би дале времена и простора главнини српских снага за контранапад.
Сагледавши сва ова дешавања српска врховна команда је напустила почетни план који је предвиђао главни напад на северу и одлучила да 3. армија што дуже задржава непријатеља и да 2. армија са својим главним снагама (Комбинована и Моравска дивизија I позива) изврши марш маневар преко Коцељева и Текериша и да енергично нападне леви бок непријатеља који продире долином Јадра а помоћним да поврати Шабац или да поседне погодне положаје јужно од града и да упорно брани правац за Коцељеву. Војвода Путник је након три дана сагледавања ситуације донео одлуку да непријатељу наметне битку маневарског типа. Аустроугарско командовање очекивало је одлучну битку на падинама западно од Ваљева па је наставила наступање са циљем да избије на линију Крупањ-Завлака-Текериш. Њене трупе су у складу са ондашњом аустроугарском и немачком доктрином напредовале у 6 маршевских колона без армијске резерве. Тежила је да обухвати оба крила српске 3. армије. Ниједна колона није успела да главним снагама достигне свој маршевски циљ.

### Церска битка
У ноћи између 15. и 16. августа 1914. године 2. прекобројни пук Комбиноване дивизије код Текериша је започео битку која се 16. августа распламсала на падинама Цера а која се 20. августа завршила потпуним аустроугарским поразом и протеривањем непријатеља из земље. За ову победу генерал Степа Степановић је добио војводски чин. Његова главна заслуга је у томе што је увидео стратегијски значај Цера и што је самоиницијативно наредио запоседање врха Косанин град трупама Комбиноване дивизије. У овим борбама аустроугарска војска је имала 23.000 мртвих и рањених и око 4.000 заробљених официра и војника док је српска војска имала 16.000 избачених из строја. Победа српске војске на Церу била је уједно прва савезничка победа у Првом светском рату.
Стратегијску важност имао је град Шабац. Аустријанци су на Шабац испалили прве артиљеријске гранате 22. Јула 1914. у 16:00 и при томе први објекат који је уништен у Шапцу у Првом светском рату била је кућа у делу града Камичак. Аустроугарски 44. пешадијски пук из 62. пешадијске бригаде уз подршку монитора са Саве и артиљерије са Турског гробља, потиснуо је Шабачки одред који је бранио град на линију јужно од града код села Слатине. Два батаљона српске војске и коњичка дивизија извршили су напад на југоисточни део града, али су одбијени. Шабачки одред поново је напао град, али се задржао на линији Беглук баре и Потесу. Аустријски командант бојећи се да Срби не заузму град, послао је 29. дивизију са 30 топова и 12 хаубица на Турско гробље, ради подизања Понтонског моста. До краја дана посада опседнутог града је ојачана са 4 батерије и 11 батаљона. Срби су заузели линију Богосавац- Јевремовац-Мишар. Због угрожавања бока 2. српске армије, послата је Шумадијска дивизије 1. позива која је нападом са положаја на реци Добрави 17. августа отерала Аустријанце и пришла до јужних делова Шапца, међутим била је приморана да се повуче на линију Мишар- Потес -Јевремовац. Због ситуације аустроугарска команда је послала код Шапца 4. корпус и на Турско гробље још једну хаубичку батерију топова од 120 мм, тако да је сада имала укупно 60 топова.18. августа све аустријске снаге 29.дивизија 31. дивизија 32. и делови 7.дивизија стављене су под команду команданта 9. корпуса. Оне су напале 18. августа Шумадијску дивизију 1. позива и заузеле 31. дивизија Причиновић, 29. дивизија Јевремовац,а 32. дивизија Мишар, где су противнападом Шумадијске дивизије заустављене. После Церске битке, 4. корпус пребачен је 20. августа на леву обалу Саве, а 29. дивизија и половина 7. дивизије и 9. корпус задржани су у Шапцу. Шумадијска 1. позива образује са Тимочком 2. позива Комбиновани корпус кога напада 4. корпус, али је после претрпљеног неуспеха, са деловима 9. корпуса напустио Шабац. Срби су ушли у Шабац 24. августа 1914.
Прва Српска ваздушна битка у Првом светском рату вођена је код Шапца, изнад Мишарског поља. 27. августа 1914. године, око 18 сати, на повратку из извиђања сремског села Купиново, пилота Миодрага Томића напао је изнад Мишарског поља аустријски пилот који је отворио ватру. Пошто је Томић био ненаоружан, порањањем је морао да се спаси.
Приликом заузимања Шапца, на торњу шабачке цркве налазило се митраљеско гнездо. Српски војник Микајло Ђукић из села Дубље близу Шапца пуцао је топом у црквени торањ, како би уништио митраљеско гнездо, и тиме је оштети торањ.
- Борбе Срба и Аустријанаца код Лознице 1914
- Аустроугарска артиљерија је разорила Шабац, који је због страдања назван „Српским Верденом”, језгро центра града је и данас исто као 1914. са обновљеном црквом чији је торањ тада срушен.
- Шабац данашња Масарикова улица 1914..
- Шабац 1914

### Српска офанзива у Срем
Пошто ситуација на фронтовима осталих савезника није била повољна-пропала је руска офанзива у Источној Пруској а Немци су надирали кроз Француску ка Паризу - савезници су захтевали од српске врховне команде да што пре отпочне са офанзивним дејствима против аустроугарске војске и да за себе веже што јаче снаге. Српска врховна команда, свесна реалне снаге своје војске, није хтела да предузме офанзивне акције већег обима. Ипак предузета је офанзива ограниченог обима у Срем. Српска 1. армија је 6. септембра форсирала Саву и упркос тешком удару који је претрпела Тимочка дивизија I позива у бици код Чеврнтије успела да се учврсти на левој обали. Јединице Одбране Београда ушле су у Земун 10. септембра. Ова дешавања изазвала су одушевљење међу српским становништвом. Становници села Борча окитили су град српским заставама и хтели су да пошаљу делегацију која би тражила уједињење са Србијом. Слично расположење било је и у Земуну. Међутим аустроугарска 5. армија од 8. септембра је вршила нови притисак на Дрини па су се српске трупе морале повући из Срема. После српског повлачења уследиле су репресалије над српским становништвом Монархије.
- Позадинске јединице преко понтонског моста прелазе Саву у Сремској офанзиви.
- Аустријска илустрација битке код Чеврнтије 1914
- Макета битке код Чеврнтије током Сремске офанзиве 1914.

### Српско-црногорска офанзива у Босну
На југу су Ужичка и Санџачка војска у међувремену продрле у југоисточну Босну. Вукотићеве јединице су избиле на Јахорину, 25. септембра истурени делови су ушли у Пале, 2. и 3. октобра су овладали Романијом. У сектору Калиновика успешно је деловао Дрински одред под командом дивизијара Мартиновића. У октобру је дошло до аустроугарских противнапада на Ужичку и Санџачку војску које су се, у борбама са много обрта после удара које је у бици на Гласинцу задат санџачкој војсци повукле на десну обалу Дрине до 24. октобра. Показало се да црногорска војска није довољно дисциплинована нарочито када треба да се после претрпљеног удара повуче на нове положаје. Њено нагло повлачење изазвало је оштре оптужбе са српске стране па је војвода Путник претио и прекидањем сарадње. Ипак преовладао је став који је заступао Никола Пашић да је политички једино оправдано „неговати досадашње односе с Црном Гором и појављене несугласице братски решавати“.

## Друга аустроугарска офанзива
Од 8. септембра 1914. аустроугарска 5. армија вршила је нови притисак на Дрини и Сави. Српска Прва армија се због тога морала повући из Срема (а и због тога што изведена офанзива није имала дугорочан стратешки карактер). Српско високо командовање сматрало је након тешких борби на десној обали Дрине да је аустроугарска офанзива сломљена и да је непријатељ потучен. Али, српска војска није имала снаге да одбаци непријатеља па је дошло до рововске војне која је у историју ушла под именом Дринска битка. Најжешће борбе вођене су на гребену планине Гучево и на Мачковом камену на планини Јагодњи, на којем су обе стране покушавале да збаце непријатеља са овог стратешки битног виса. Иако је цела 1914-та и 1915-та током рата била маневарска, постоји један краћи период стабилизације фронта. Период од 26. септембра 1914. је период када у Србији после маневарских борби почиње рововска војна. У српској војсци положај или ров се саображава конфигурацији земљишта, тј прва линија ровова у подножју гребена, друга на војничкој и трећа на топографској ивици гребена.
Војницима су у рововима били у таквом положају да су очи у рововима биле у равни са тлом, тако да је непријатељ био у положају изнад и да су ципеле непријатеља биле у равни са очима и главом Српског војника. У Србији се израз „Ничија земља” за терен између два рова током рата није користио (јер је то био израз који су сковали Британци на Соми због чињенице да тај простор нико од супротстављених страна није заузео скоро 4 године). Уместо израза „Ничија земља”, код српске војске се користио израз „Брисан простор” као израз за чистину на којој не постоји заклон од јаке непријатељске ватре. Тај израз се и данас користи у српској војсци када хоће да се означи простор преко ког треба да се пређе под јаком ватром,а на ком не постоји заклон.
Од ровова треба разликовати стрељачке ровове, ровове за заклон и као још једно средство рововског ратовања земунице. Стрељачки ровови по својој природи били су плитки и узани толико да је војник могао из њих да стојећи или клечећи пуца ослањајући пушку на грудобра.Ровови за заклон су били по природи дубљи док су земунице биле укопани заклони у земљи.
Испред ровова би у већини случајева на одстојању била постављена нека врста препреке, најчешће  бодљикава жица која је качена на штапове који су узимани из шуме или неког оближњег села. Треба узети у обзир да Српска војска није имала велике финансијске и материјалне  ресурсе као богатије земље па да се врло често током утврђивања положаја и постављања препрека служило са материјалима који су били доступни у околини. У неким случајевима предња ивица стрељачког рова би била облагана грањем и штаповима а у недостатку бодљикаве жице би се војска служила чак и трњем које би нашла у околини, а у нејчешћем броју случајева ивице стрељачког рова не би биле ни облагане већ би се радило о само обичном опкопу .
У мемоарским и дневничким грађама више бораца се за описе ровова напомиње да су имали грудобран, тј насип од земље избачен испред рова, да су постојали плитки стрељачки ровови и дубоки ровови,да су ровови у периоду киша били пуни воде, да су ровови имали спојнице које су спајале два рова или су водиле у позадину, да су борци на ивицама ровова постављали надстрешнице, да су често као препреке коришћене бодљикаве жице, а врло често и разни објекти који су били доступни као што је трње или коље, да су врло често постојале више линије ровова и да су војници на фронту боравили у импровизованим колибама или земуницама.Током рововске војне уочено је да је највећи број погинулих или рањених војника био погођен у главу и десно раме, приступило се изради косих пушкарница.
Српска војска је оскудевала у том периоду муницијом и средствима. Такође је оскудевала у сигналним ракетама па је обавештења на фронту на Гучеву слала ноћу уз помоћ сандука за муницију којих је на положајима било доста (празни сандуци су лежали разбацани на грудобрану), а који су имали лимено дно. У сандук би се на дно исписала порука и ставила би се свећа, а порука се лепо видела на 200 до 300 метара. На ову замисао дошао је мајор Милан Прибићевић, на Еминовим водама. Такође се дошло на идеју да се симулира рафална паљба чегртаљкама, што је на непријатељску војску имало јак психолошки учинак. Да би се дигао морал војсци на Гучеву, слати су и гуслари који су певали домаће и родољубиве песме. Најчувенији на Гучеву био је Перун Перуновић, који је због свог јаког гласа био популаран и међу непријатељима. Он би запевао за време најжешће пушчане ватре и што би више певао, паљба би била што тиша. У једном моменту, ватра би престала, Перун би се пењао на грудобран од рова и певао, потом би сишао у ров и он први опалио из пушке и борба би се настављала. На крају и он сам био смртно рањен у борбама. О бојишту на Гучеву, амерички новинар Едвард Рајан је записао:,,Једносатно тешко пењање довело нас је врха прве планине одакле смо могли да видимо стрмоглав врх Еминове воде... Успели смо се кроз шуму издижућег гребена можда триста метара вишег преко земљишта посутог месинганим чаурама граната, кожним реденицима, делићима српских униформи и точковима уништених предњака топова. Свуда су у шуми напуштене колибе и пећине где је српска војска живела месецима. Одгоре смо приметили да су доњи делови дрвећа прекривени лишћем, али да су им врхови били као мртви... Пола шуме није није издизало суве поломљене шиљке тамо где име је жестока киша метака откинула врхове... Онда је дошло дрвеће без грана. Прешли смо две линије дубоких ровова и избили на голи врх Гучева, некада такође пошумљеног, али су сада остали само пањеви...С једне стране овог отвореног простора били су српски ровови, с друге аустријски. Једва их одвајало 18 метара. Ту и тамо ровови обе стране су се спајали у огромне рупе обима дванаест метара, дубоке петнаест метара... Гомиле Аустријанаца лежали су како су људи пали у очајничком јуришу. Међу њима су били и Срби... Иза првих линија аустријских ровова налазила се препрека од бодљикаве жице.
Арчибалд Рајс је описао Аустријске ровове на почетку рата у близини Шапца:Ровови су остали нетакнути. Али какви ровови кад се упореде са онима у које смо се касније склањали. Један јарак и један мали насип од земље, изнад ког је причвршћена нека врста крова од грања и грудва земље. Разорне гранате испаљиване из хаубица, биле су опасне за не само за живу силу већ и за артиљерију тако да се отпочело са копањем грудобрана који би били облагани плетивом од прућа дужине око 1 метар дебљине око 30 сантиметар постављаним изнад рова у неколико концентричних кругова а у њих би била чврсто набијана земља.
Срби су у ровове у Мачви довукли свих шест спорометних мерзера система Шнејдер Кане М 97 калибра 15 центиметара  којима је располагала српска војска. Мерзери су за модеран начин ратовања имали кратак домет  свега 3500 метара и због тога нису употребљавани у балканским ратовима, али су за рововски рат који је управо наступао били идеални. Тимочкој и Шумадијској дивизији које су се налазиле према Узвећу и Причиновићу додељена су три мерзера. 
И српски и аустријски војници били су изморени константним борбама. Такође и код једних и код других дошло је до недостатка основних животних потрепштина. Тако је рецимо код Срба постојао недостатак правилне обуће, док су аустријски војници оскудевали у хлебу. У таквим условима рововског ратовања и током затишија долазило би до размене између Срба и Аустријанаца. Аустријанци би Србима добацили једну ципелу, Срби би њима добацили једну векну хлеба, а после би Аустријанци добацили Србима другу ципелу. По неким записима у овим разменама се цео шести пук српске војске снабдео обућом.
- Српски војници у рову на обали реке.
- Логор српске војске на Ади Циганлији.
- Српска артиљерија са замаскираним топом.
- Српска земуница током рововског рата.
- Српски војници у рововима током битке на Мачковом камену.
- Панорама Кошутње стопе
- Остатак српског рова на Мачковом Камену.

## Трећа аустроугарска офанзива
Краћи прекид активних операција био је предах пред још теже борбе. Аустроугарска балканска војска попунила је свој састав и опрему, одморила се и нарочито појачала артиљерију. Њен трећи општи напад почео је 6. новембра ураганском артиљеријском ватром и снажним дејством 6. армије из сектора Сребреница-Љубовија и 5. армије са положаја у Мачви. Српска војска је тада била овако распоређена: 2. армија у Мачви, јужније од ње 3. армија у Јадру, даље 1. армија јужније од Крупња и као и до тада на крајњем левом крилу српског фронта налазила се Ужичка војска. Аустроугарске снаге су биле боље опремљене, нарочито су имале јачу артиљерију, а биле су изузетно мотивисане. Не жалећи жртве и наступајући најодлучније оне су поколебале српске редове и убрзо су их натерале на повлачење на целој линији фронта. Српска војска је била озбиљно угрожена због похабане опреме а нарочито због недостатка артиљеријске муниције. 1. армија задобила је снажан ударац. Стање на фронту било је изузетно тешко па је 8. новембра у Ваљеву одржана заједничка седница владе и врховне команде под председништвом регента на којој је војвода Путник истицао критичност стања и помињао је и могућност склапања сепаратног мира. Пашић је инсистирао на томе да се истраје и претио је оставком владе. Коначан закључак је ипак одражавао став свих присутних а то је подразумевало наставити отпор до крајњих граница.
Аустроугари су заузели Ваљево, Лајковац и многе друге градове у западној Србији. Пашић је вапио за помоћ код Савезника а посланицима на страни поручивао је: „Помагајте најхитније. Молите и преклињите.“ Французи су имали могућност да помогну али су тражили од Грчке да одмах упути Србији 20.000 граната које би јој ова касније надокнадила. У међувремену је одступање 1. армије и Ужичке војске довело до повлачења целог фронта па је српска престоница остала без одбране. Аустроугари су заузели Београд без борбе и у њему су одржали тријумфалну параду 3. децембра. Вест о паду Београда имала је велики одјек у иностранству. У аустроугарском врху већ су припремали управу за освојену Србију а за генералног гувернера именован је генерал Стјепан Саркотић. Из Немачке су послате одушевљене честитке савезничкој монархији.

### Колубарска битка
Истог 3. децембра српска 1. армија је са положаја западно од Горњег Милановца изненада прешла у противнапад. Генерал Живојин Мишић, њен командант од 15. новембра, брзим одступањем је скратио линију фронта, пружио војницима време за предах, на миру је примио и распоредио артиљеријску муницију која је стигла из Грчке и одлучио се за противудар. По наредби војводе Путника и војвода Степановић и генерал Јуришић-Штурм издали су наређења својим армијама да крену у напад. Тиме је почела друга офанзивна фаза битке у басену Колубаре. Аустроугарски фронт се поколебао а затим распао. До тада победничка царско-краљевска војска сада је бежала са српске територије. Многи су пали у заробљеништво а они који су умакли заустављали су се далеко иза својих полазних положаја у Босни. Избијањем 1. армије и Ужичке војске на десну обалу Дрине и Саве и ослобођењем Београда 15. децембра 1914. године победоносно је завршена велика Колубарска битка у којој је српска војска заробила 323 официра и 42.215 подофицира и војника и запленила 43 заставе, 142 артиљеријска оруђа, 71 митраљез, 60.000 пушака, 2 авиона, 3.500 кола са муницијом и другим ратним материјалом, 4.000 коња и мноштво друге ратне опреме и материјала.
Блистава победа српске војске на Колубари била је епилог њене вишемесечне борбе са технички надмоћнијим противником. По речима војводе Путника у овој борби непријатељ је „потучен, растројен, побеђен и дефинитивно отеран са српске територије“.
Вести о преокрету на Балканском фронту одјекнуле су широм света. Немачке новине су писале: „Србија је још једном васкрсла из гроба Косова поља. И из колубарског врела црпиће током читавог једног века горду храброст за највеће битке.“ Живојин Мишић је унапређен у чин војводе а начин на који је вођена Колубарска битка ушао је у војне уџбенике и изучава се до данас.

### Злочини над српским цивилима
Сви упади аустроугарских снага у Србију били су праћени окрутним понашањем према цивилима иако су на заузетим територијама остала само нејач па и она у сразмерно малом броју јер је становништво у масама бежало заједно са својом војском која се повлачила. Ова појава била је наставак антисрпске хистерије која је почела одмах након сарајевског атентата масовним антисрпским демонстрацијама. Ипак треба напоменути да екстремне десничарске снаге у Аустрији јесу наметале екстремну политику према Србима али је стајала и чињеница да се Аустроугарска није могла поуздати у верност својих југословенских поданика, нарочито Срба.

### Епилог прве ратне године
Од ратних планова свих штабова 1914. једино је оперативни план српске Врховне команде био успешан у првој ратној години. Чувени Шлифенов план у Молткеовој верзији није одговарао „елементарним чиниоцима стратегијске ситуације“ и да, између осталог, и због тога немачке снаге нису одсудно тукле британске и француске трупе. Жофров офанзивни план који је предвиђао пробој кроз немачки центар између Вогеза и реке Мозела занемарио је кључну оперативну чињеницу-обилазак Немаца преко Белгије и да због тога француска војска није ни приступила озбиљнијим офанзивним операцијама. Планирана дивергентна офанзива Николаја Николајевича у Источну Пруску пропала је због превише широког нападног фронта руских снага. Само је Путников ратни план успешно реализован - аустроугарска Балканска војска тешко је поражена, Централне силе се нису спојиле са Турском, одложено је приступање Бугарске Централним силама.
Српска војска избацила је из строја 7.592 официра и 266.212 подофицира и војника. Због тога је генерал Поћорек непосредно после завршетка Колубарске битке замолио Врховну команду да га разреши активне службе. Та молба је прихваћена. Према казивању једног официра Поћореку је предложено да изврши самоубиство. Он је наводно одговорио: „Хоћу. Убићу се, али ћу се убити тек када ма који други аустријски генерал победи српску војску.“
Велике победе Србија је скупо платила: избачено је из строја 210 официра, 8.074 подофицира и 153.375 војника. Велики број цивила страдао је у злочинима аустроугарске војске.
О блиставим победама Срба речи хвале рекао је и Жозеф Жофр, француски маршал:
Деликатни маневри на Церу и Колубари, вођени са сигурним просуђивањем, са слободом духа и снагом који испољавају мајсторство српског командовања-заслужују да заузму сјајно место у нашим стратегијским студијама.
- Београдска тврђава из периода Првог светског рата.
- Непријатељско заузимање Београда.
- Уништена зграда у Београду 1914.
- Рушевине током бомбардовања Београда 1914.
- Краљ Петар на бојишту.
- Краљ Петар у рововима током битке,насловна страна француских новина.
- Српски војник крај вучијих јама одбране.

## Затишје
После пораза Балканске војске и њеног повлачења иза речних баријера аустроугарска врховна команда је 23. децембра 1914. наредила новом команданту Балканске војске надвојводи Еугену Аустријском да спречи упад српских снага у област монархије и то пре свега у правцу Беча и Будимпеште. Напоменуто је да је ово минимални задатак а то је у ствари значило да надвојвода треба да припреми нову офанзиву против Србије и Црне Горе ради рехабилитовања пољуљаног угледа монархије. Међутим, поучен искуством свог претходника надвојвода Еуген је одговорио да Балканска војска дуже време неће бити способна за офанзиву. Упркос томе аустроугарска Врховна команда се заносила мишљу да још јануара 1915. изведе нову офанзиву али руска офанзива у Карпатима, пад тврђаве Пшемисл са 120.000 војника и 900 топова и улазак Италије у рат отклониле су за извесно време опасност над Србијом.

### Проблеми у снабдевању
Иако је прву ратну годину завршила као победник Србија је била исцрпљена због огромних људских губитака и због разарања њених најплоднијих области. Осећао се недостатак и људске и сточне хране. Све се морало набављати из иностранства па су чак сено и слама увожени из Русије. Савезничка помоћ била је недовољна. Пошто је за српску војску сваког дана требало набавити 80 вагона људске и сточне хране у Прахову је 1915. године образована база за пријем пошиљки из Русије. Показало се да је због слабе инфраструктуре немогуће организовати иоле уредно снабдевање.

### Епидемије
Тешкоће су биле вишеструко увећане појавом заразних болести. Нарочито су катастрофалне биле размере епидемије пегавог тифуса. Пренеле су је аустроугарске трупе из Босне. Приликом премештања ратних заробљеника из Ваљева у Ниш епидемија се проширила по целој земљи. Епидемија је сузбијена тек у пролеће 1915. године нешто због побољшања времена а највише због помоћи мисија из савезничких и неутралних земаља (укупно 82 лекара и 430 медицинских сестара). Епидемија је покосила 35.000 војника и преко 100.000 цивила; умрла су и 132 лекара од укупно 534. Иако се снабдевање побољшало с пролећем српска војска није имала одакле да попуни своје редове. Мобилисано је буквално све што је могло пушку носити. Према меморандуму Делегације Краљевине СХС на мировној конференцији у Паризу, Србија је од 1. јула 1914. до октобра 1915. мобилисала 707.343 човека односно 24% укупног становништва (40% укупног броја мушког становништва) далеко више него било која зараћена земља. Иако је извесна помоћ стигла из Русије, Француске и Енглеске, она није била довољна.

### Савезници захтевају офанзиву
Пат позиција која је крајем 1914. наступила на главним фронтовима (Источном и Западном) и велика победа српске војске на Колубари дале су снажан импулс идеји савезничке интервенције на Балкану. Већ 1. јануара 1915. командант 2. француске армије генерал Гаљени предложио је председнику француске владе Вивијанију да савезници нападну Цариград од Солуна копненим путем одакле би затим кренули уз Дунав са балканским народима који би им се придружили. Сви ови предлози пали су у воду због несавладивог отпора савезничких врховних команданата на Западном фронту - Жофра и Френча као и британског министра рата Кичинера. Уместо да своје експедиционе снаге упуте у помоћ Србији они су предузели неуспелу Дарданелску операцију. Знајући да ће савезници вршити притисак на српско командовање, Путник се трудио да на сваки начин поврати борбену способност српских дивизија. Али баш тада су набујале граничне реке и постале су несавладива препрека за слабо опремљену српску војску. Општа ситуација се променила на штету сила Антанте. Српска Врховна команда је одлагала акцију све док није била проглашена мобилизација у Бугарској 28. септембра 1915,:44 након чега није могло бити говора о офанзиви.

## Тројна инвазија

### Снаге, распоред и планови Централних сила
Највећи ратни проблеми тек су се надвијали над Србијом и Црном Гором. У септембру 1915. у Срему и североисточној Босни прикупљала се аустроугарска 3. армија, у јужном Банату немачка 11. армија, у западној Бугарској бугарска 1. армија а јужније од ње 2. армија. Свим овим трупама - по неким подацима 800.000 људи савремено опремљених - командовао је немачки генералфелдмаршал Аугуст фон Макензен. То је била непосредна припрема за концентричну офанзиву против Србије уз учешће елитних јединица три државе а Макензен се показао у дотадашњем току рата као један од најспособнијих немачких команданата. Коначни договори о инвазији постигнути су још у пролеће 1915. а посебно приликом сусрета шефова генералштабова двеју царевина у Берлину 4. априла 1915. Тада је генерал Конрад нацртао скицу концентричне офанзиве на Србију: из Босне и Срема аустроугарске снаге, из Баната у правцу Оршаве немачке снаге, а из Бугарске њене армије потпомогнуте турским јединицама. Немачки генерали оклевали су да преузму овај корак поштујући свог малог противника. Супротно томе немачко политичко вођство сматрало је да треба што пре поразити Србију јер би Русија, тешко тучена, са нестанком Србије изгубила повод за ратовање и склопила би сепаратни мир који јој је с немачке стране, околишно, нуђен још од краја 1914. године.

### Српске снаге и распоред
Србија је нападачу могла да супротстави највише 300.000 војника уз то великим делом старије животне доби развучених на близу 1.000 km фронта и растурених на разне стране како би зауставили нападе са севера, запада и истока. Српске главне снаге овако су распоређене: 1. армија према Босни, 2. армија према Бугарској, 3. армија према северу, главни град браниле су трупе Одбране Београда чији је командант био Михаило Живковић. Врховна команда налазила се у Крагујевцу.
Српске снаге у одбрани Београда су користиле две линије ровова, али је због немачке артиљерије наређено да се трупе пребаце тик уз линију обале и да ту ископају ровове.

### Почетни ток операција
Немачки генерали изузетно су озбиљно схватили српску војску. Испраћајући своје војнике цар Вилхелм им је поручио:
„Хероји, ја вас шаљем у један нови рат против једне мале, али врло храбре нације. То су Срби који су у три непосредна рата - против Турске, Бугарске и Аустроугарске - дали свету доказе високих ратничких врлина и највећих војничких способности и који су, на заставама попрсканим крвљу, написали за ове четири године само највеће и најславније победе. Знајте да ће само ваша енергија и спремност на највеће жртве и само потпуни презир према смрти омогућити да победите овај народ, да освојите његову земљу и да немачкој војсци донесете једну нову победу. Срећан пут ка победи и слави! Ура!“ 
Макензен је рекао својим трупама следеће:
...„Ви полазите на српски фронт и на Србију, а Срби су народ који воли слободу и који се бори и жртвује до последњег. Пазите да вам овај мали непријатељ не помрачи славу и не компромитује досадашње успехе сјајне немачке армије“. 
Удружене армије започеле су напад 6. октобра снажном артиљеријском ватром и мањим десантним акцијама а 7. октобра извршиле су главну операцију форсирања Дунава и Саве. Главнина немачких снага извела је напад источно од Београда са основним правцем продора ка долини Велике Мораве. Сектор Београда представљао је најважнију тачку непријатељског удара, највероватније због морално-политичке и пропагандне важности освајања српске престонице. На Београд је испаљено 30.000 граната међу њима и оне калибра 420 mm. Мада је брзо постало јасно да генерал Живковић не може одбранити главни град, који у стратегији врховне команде није имао значајније место, такође је постало јасно да ће ова операција стајати нападаче изузетно много жртава. Српске снаге су се стално окупљале и покушавале јуришима да одбаце непријатеља. Мајор Драгутин Гавриловић издао је тада заповест: "Тачно у три часа, непријатељ има да буде разбијен нашим силним јуришем, разнет нашим бомбама и бајонетима. Образ Београда има да буде светао! Војници, јунаци... Врховна команда избрисала је наш пук из свог бројног стања. Наш пук жртвован је за част Београда и отаџбине... Ви немате да се бринете за своје животе, јер они више не постоје... Зато напред у славу! Живео Београд!" 
Непријатељска офанзива текла је изузетно споро. 1. армија држала је 10 дана немачке снаге готово на полазним положајима. Макензенов начелник штаба могао је да запише следеће: отпор жесток! Срби се туку јуначки! Такође је црногорска војска задржала продор 62. аустроугарске дивизије на санџачком фронту и низом противудара задала нападачу озбиљне губитке. Бугарска је са три дана закашњења у напад кренула 14. октобра али је њена 1. армија прикована на полазним положајима. Како би скршили отпор Немци довлаче појачања, Алпски корпус са француског бојишта и аустроугарску 10. брдску бригаду.
<
- Калемегданска тврђава 1914-1915.
- Панорама Београда снимљена са Земунске стране 1915.
- Аустријска артиљерија на Српском фронту.
- Српска војска током одбране Београда 1915.
- Српски војници у баржи на обали Дунава 1915.
- Аустријске трупе прелазе преко понтона у Београд 1915.
- Аустријски приказ бомбардовања Београда 1915.
- Немачки цар Вилхелм на Калемегдану 1916.

### Повлачење војске и народа
Срби, под сталним притиском непријатељских снага, одступају корак по корак. Месец дана након почетка инвазије нападачи су могли да констатују да су напредовали али и изгубили петину снага. За то време ситуација на македонском бојишту је постала критична. Брегалничка дивизија I позива није могла да заустави далеко надмоћнију бугарску 2. армију па су Бугари 19. октобра избили на Вардар, 22. октобра заузели Скопље а 26. октобра пошто су побуњени Албанци угрозили Србе с леђа лако заузели стратешки важну Качаничку клисуру. На овај начин одсечена је веза Срба са Егејским морем. Припретила је велика опасност снабдевању. Ипак постојала је нада у Савезничке снаге у Солуну и заиста, француске снаге су кренуле долином Вардара али овај маневар остао је без војног значаја. Савезници су обећавали Србији корпус од 150.000 људи али због неслагања у њиховим врховном командама до ове помоћи није дошло.
Десетине хиљада нејачи повлачило се заједно са војском. Руски посланик јављао је да Србија представља покретну масу избеглица. Оволики број избеглица закрчио је и онако слабе саобраћајнице па је повлачење војске било изузетно отежано.
Српски званичници делили су судбину свога народа. На линији фронта били су команданти армија па чак и остарели краљ Петар. Занимљиво је да је непријатељ потпуно погрешно разумео појаву српског краља на фронту. Дошавши половином новембра у Берлин Иштван барон Буријан је рекао канцелару фон Бетман-Холвегу да је српски краљ примећен близу фронта и да лично сматра да је то знак да краљ хоће да се преда. Аристократи Двојне монархије једноставно нису могли да схвате да се с оне стране фронта у истом рову боре и сељак и краљ. Сви су очекивали да се појаве српски парламентарци и да траже мир па чак и силе Антанте али на седници владе у Крушевцу од 29. октобра 1915. закључено је да се има истрајати до краја у досадашњој политици. Српска војска и народ слили су се на Космет.

### Битка на Морави
Битка на Морави (14. октобар – 25. новембар 1915) је била део Тројне инвазије на Србију. Рејон ратних дејстава био је од Неготина до Лесковца. Због велике надмоћи не само у људству већ и у артиљерији, Бугарска прва армија је након 10 дана жестоких борби потиснула Србе до долине Мораве. У почетку због оштре климе и тешког терена, бугарско напредовање је било споро. Упркос очајничким отпором од бранилаца, дошло је до бугарског продора у близини Пирота, а Срби су се повукли ка реци Тимок. Под командом генерал-потпуковника Климента Бојаџијева прво су освојене области Ниша и Алексинца, и долина Мораве, током првих 10 дана, ради спајања са XI Немачком армијом. Дана 26. октобра освојени су Пирот и Зајечар.
Бугари су продрли око 90 km на територију Србије. Срби су изгубили 6.000 људи, 60 топова и велике количине војне опреме.
Након успешно изведеног Лесковачког противнапада у рејону реке Пусте Реке, омогућено је повлачење главнице српске војске у правцу Косово—Албанија. Због овог подвига пуковник Љубомир Милић унапређен је у чин генерала. Након што српске трупе нису успеле да се пробију према Скопљу и да се затим споје са савезничким трупама на југу, Влада и Врховна команда одлучиле су се на повлачење на албанску обалу одакле би српска војска била евакуисана. Наредба за повлачење издата је 25. новембра 1915. године. Повлачење српских снага вршено је у три правца: Пећ—Андријевица—Подгорица—Скадар, Призрен—Љум Кула—Спас—Флети—Пука—Скадар—Љеш и Призрен—Љум Кула—Пишкопеја—Дебар—Елбасан.

### Битка на Овчем Пољу
Бугарска војска у ноћи између 13. и 14. октобра креће у напад без објаве рата. Бугарска Друга армија је продрла у Јужну Србију (Македонија). Брегалничка дивизија првог позива није могла да заустави далеко јачу бугарску Другу армију и до 20. октобра бугарска Друга армија стигла је до Куманова и Велеса. Скопље је пало у руке бугарске војске 23. октобра 1915. године. Док је уз помоћ побуњених Албанаца који су ударили у позадину српске војске, бугарска војска заузела Качаничку клисуру, 26. октобра 1915. године

### Повлачење преко Албаније
Влада и Врховна команда одлучиле су да се војска повуче на обалу Албаније и одатле евакуише и с тим у вези су обавестиле савезнике да благовремено упуте храну и опрему. Пашић је телеграфисао српским посланицима на страни: „након повлачења ми ћемо за месец дана имати војску од 250.000 људи, добро опремљену, обучену и наоружану и која ће моћи, у друштву са Савезницима, не смо истерати непријатеља већ га и уништити“. У наредби Врховне команде од 25. новембра 1915. стоји: „Настао је тренутак када се стицајем прилика морамо повлачити кроз Црну Гору и Албанију... Капитулација би била најгоре решење, јер се њоме губи држава... Једини спас из ове ситуације је повлачење на јадранско приморје. Ту ће се наша војска реорганизовати... те ћемо опет представљати једну чињеницу с којом ће савезници морати рачунати. Држава није изгубила своје биће, она и даље постоји, иако на туђем земљишту, докле год је ту владалац, влада и војска ма колика њена јачина била“. Извлачење кроз Албанију остало је у српској традицији запамћено као Голгота Србије. Влада је стигла у Скадар 28. новембра а Врховна команда 6. децембра. Са војском је преко Албаније кренуо и један број цивила, већина политичких првака и професора универзитета. Био је то још један знак патриотизма. Постојале су три линије повлачења. Дуж њих остало је десетине хиљада мртвих од глади, изнемоглости и арнаутских куршума.

### Мојковачка битка
С малаксавањем отпорне снаге српске армије непријатељском притиску је све више била изложена Црна Гора. Аустроугарска 3. армија отпочела је 5. јануара општи напад на црногорску војску. Иако у изузетно тешком положају Црна Гора је била своје најсјајније битке. У сектору Мојковца аустроугарске трупе су почеле напад 5. јануара а 6. су прешле у напад свим снагама па су до краја дана направиле већи продор у одбрамбеним положајима Санџачке војске. Дивизијар сердар Јанко Вукотић доноси на Божић 7. јануара историјску одлуку: не повлачити се, не чекати непријатеља већ напасти. У зору 7. јануара напад је отпочео Ускочки батаљон и одмах за њим Колашинска бригада. У борби која је трајала од зоре до сумрака санџачка војска не само што је одбацила непријатеља већ га је тако потукла да му је одузела сваку офанзивну снагу. Тиме достигнуту границу између Берана и Андријевице, у сектору Мојковца и на реци Тари држали су све до 18. јануара када им је наређено да се предају. На Ловћенском фронту ситуација је стајала другачије: вишеструко надмоћне (у људству 6:1) аустроугарске трупе после крваве борбе заузеле су Ловћен 11. јануара. 
У целини узевши црногорска војска се показала дорасла искушењима што се не може рећи и за органе власти. Одбијајући да нареди повлачење војске заједно са Србима краљ Никола је напустио земљу 19. јануара не оставивши никакве инструкције за даљи рад. Крња влада је одлучила да обустави отпор 20. јануара. Тог дана је генерал Конрад пророчки писао барону Буријану да треба рачунати као с вероватним да ће Црногорци повести герилску борбу.

### Евакуација
Доласком на албанску обалу је била окончана тек прва етапа страдања јер на обалама Албаније није било довољно хране ни санитетског материјала. Доста хране је стигло у Бриндизи али италијанска морнарица је споро пребацивала те количине. Српски посланици извештавали су о тешком стању српске војске. На висини историјског тренутка био је и регент Александар. Иако озбиљно болестан, одбио је да се пребаци у Италију, већ је остао са својом војском и народом. Драматично регентово писмо, тачније очајнички апел руском цару Николају имало је ефекта. Руски цар упутио је силама Антанте ултиматум са следећом садржином:
Уколико се српска војска одмах не избави из Албаније Русија раскида савез са Антантом и склапа сепаратни мир са Немачком. О значају овог ултиматума за Србе говори и жеља Николе Пашића, који је пред смрт 1926. завештао цео новчани износ са своје штедне књижице за подизање споменика Николају II управо због овог чина. Коначно су од стране савезника предузете конкретне мере. Првих 12.000 Срба евакуисано је у Бизерту. До 21. фебруара 43 савезничка брода су евакуисала преко 150.000 српских војника на Крф, острво спаса како су га Срби назвали.
Погрешно је уврежено мишљење да су француски бродови превезли Српске војнике и цивиле, могуће да је то мишљење историјска урбана легенда због песме „Креће се лађа француска“. Истина је да је Италијанска Краљевска Морнарица својим бродовима пребацила Србе - а не Французи. http://cronologia.leonardo.it/storia/a1915q.htm Архивирано на веб-сајту  (5. август 2014)

### Окупација Србије
Након евакуације српске војске, подручје Србије је окупирано од стране војних снага Централних сила и подељено у две окупационе зоне: западну, у којој је успостављена аустроугарска Војна генерална управа у Србији, и источну, у којој су успостављене бугарске Моравска војно-инспекциона област и Македонска војно-инспекциона област. Фебруара 1917. године, избио је Јабланичко-Топлички устанак против бугарске власти.

## У туђини

### Српска војска на Крфу
Маса избеглица налазила се на крају физичких и психичких снага. Искрцавање на Крф описао је француски очевидац: „Сви уопште беху потпуно исцрпљени, страховито мршави. Јадни Срби. Излазили су из чамаца придржавани од морнара и шесера, пењући се тешко уз брдо, подупирући се пушкама и најзад се сурвавали потпуно исцрпљени, готово бесвесни“. Измучене српске војнике свакодневно је косила смрт. У почетку је било просечно 120 смртних случајева дневно. Болесници су ради изолације и лечења били скупљено на острву Виду али на њему се одигравала таква агонија да је међу Србима острво постало познато под именом „острво смрти“. Ипак несрећа није могла бити бескрајна: метеоролошке прилике су се поправиле, стизало је све више хране и опреме и Срби су се све више опорављали.
На Крфу је српска војска била реорганизована, али тако да је у суштини задржала раније устројство. По указу од 27. фебруара 1916. главнину српске војске чиниле су: 1. армија под командом пуковника Милоша Васића, састављање од Моравске и Вардарске дивизије; 2. армија под командом војводе Степе Степановића састављена од Шумадијске и Тимочке дивизије и 3. армија под командом генерала Јуришића-Штурма коју су чиниле Дунавска и Дринска дивизија. Самостална је била Коњичка дивизија под командом генерала Ђорђа Ђорђевића. Савезнички генерал Жофр је повлачење српске војске окарактерисао као „Нешто најстрашније што је историја до тад забележила“.
У моментима када није било борби за војску су организоване позоришне представе. У то време су се певале и настале војничке песме, неке од њих су „Креће се лађа француска“, „Тамо далеко“, „Ја сам ја, Јеремија“ и друге. У ратним годинама излазило је више часописа међу којима су Антена, Пулс, Српски орлић, Скерлић и Рововац.

### Пребацивање на Солунски фронт
Пребацивање мањих јединица почело је већ у марту 1916. док је највећи део почео да се пребацује средином априла. Транспорт је изведен у француској организацији и претежно њеним бродовима. Транспорт је текао савршено и није потопљен ниједан брод. У логорима на Халкидикију које су претходно припремили Французи почетком јуна било је концентрисано до 127.000 људи да би их у јуну-јулу било 152.000. У јуну и јулу заузели су положаје између Кожуфа до Лерина.На солунском фронту успостављене су линије ровова. Због каменитог терена унутрашњи нагиби ровова и склоништа облагани су џаковима пуњеним песком и земљом.

### Борбе 1916. године
Пошто су савезници приволели Румунију да нападне Аустроугарску припремана је офанзива на Солунском фронту. Централне силе прозреле су савезничке намере и одлучиле се за напад. Бугари су 17. августа 1916. кренули у офанзиву и потиснули су 3. српску армију. Савезнички контранапад отпочео је 14. септембра. Српска армија разбила је Бугаре у бици код Горничева и натерала непријатеља на одступање. О бици на Гроничеву, један од војника записао је у својим мемоарима:Пробудио сам се после кратког, али окрепљујућег сна у моменту када је сунце избијало изнад Горничевских висова... Разгледам околину преко грудобрана и тек тада приметим да је цео терен на ком смо се уровили заправо старо сеоско гробље... Војници су врло брзо копали ровове и спроводнице... Увече из позадине, дотурише нам криве изолучене плехове, које смо уградили као надстрешнице над рововима... Одмах на месту где се спроводница спаја са линијом рова наиђох на широку нишу... Дринска дивизија водила је крваве борбе око Кајмакчалана који је запосела 30. октобра чиме је српска војска закорачила на територију своје државе. У луку Црне реке 1. армија остварила је значајну победу па су се Бугари повукли 40 km што је за последицу имало ослобођење Битоља. У овим борбама Срби су имали 28.000 војника избачених из строја а Бугари и Немци 75.000. Након ових борби фронт се стабилизовао а затишје је потрајало све до 1918. године.

#### Бомбардовање Софије 1916.
Акција српске авијације над Софијом 1916, изненадила је Бугаре и Немце и уследила је као одговор на бомбардовање Солуна. У новинама је ова акција названа "Гром над Софијом".
Командант српског ваздухопловства, француски мајор Роже Витра, позвао је 29. септембра 1916. године потпоручника-пилота Бранка Наумовића и француског каплара-пилота Мориса Роајабла, додељеног српској војсци, и издао им наређење да се спреме за сутрашњу акцију, бомбардовање Софије, после чега би прелетели на сигурно, у Румунију. Због предострожности, акција је држана у најстрожој тајности, па су за њу, осим команданта, знала још само два официра из штаба. 30. септембра у 7:15 ујутру, Наумовић и Роајабло су полетели из Микре крај Солуна, авионом „фарман” тип 42, у коме су биле и четири велике бомбе од по 20 килограма.

### 1917. година
Солунски фронт се стабилизовао крајем 1916. а током 1917. године Савезници нису покушавали да изврше пробој. У Србији је ситуација била доста тешка услед односа окупационих трупа и локалног становништва, а поготово је неповољан положај становништва на територијама под бугарском окупацијом.
Крајем фебруара 1917. године избио је Јабланичко -Топлички устанак као одговор локалног становништва на Бугаризацију, а вође устанка су биле војводе Коста Миловановић Пећанац и Коста Војновић. После почетних успеха окупационе власти су се организовале и сломиле отпор устаника уз одмазду над локалним становништвом.
Види још:
- Дејства српске авијације у окупираној територији (1916—1918)
- Јабланички комитски одред

### Логор Српске војске Буковик
По наређењу врховне команде, Српска војска подигла је логор на брду Јурки Кулбелери, југозападно од Кајмакчалана. Било је то истурено командно место смештено на већ искрченом пропланку велике букове шуме, због чега је и назван Буковик. Логор се састојао од шатора и барака подигнутих од дасака тесаних на лицу места од букових стабала, а кровна грађа допремана је из француских слагалишта у Солуну. Сам Арчибалд Рајс описао је Буковик као логор у великој буковој шуми са шаторима и дрвеним баракама. Наређење за његову изградњу дато је 15. јуна 1918, усмено тадашњем начелнику инжењеријског одељења врховне команде Ђурђу Лазићу.

### Пробој Солунског фронта и ослобођење
Године 1918, након почетних успеха Савезника на Западном фронту, 15. септембра око 4 сата ујутру Савезници су са Српском војском отпочели пробој. Српска војска је на Солунском фронту имала три до четири линије ровова, а размак између српских и непријатељских ровова био је од 40 до 350 метара. С обзиром на тешко земљиште, солидно фортификацијско утврђење непријатељевих положаја, жичане препреке, и сразмерно слабу артиљерију, а имајући у виду и потребу да се постигне изненађење, одређено је да артиљерија траје цео један дан, а тајала је 21 ипо час. Код Шумадијске дивизије артиљерија је била подељена у пет фаза. У првој 14. септембра од 8 часова до 13 часова, артиљерија је отварала бреше у првој линији непријатељевог положаја и изводила нека друга рушења (осматрачница, заклона)у другој фази од 13 часова до 13 часова и 20 минута тучени су објекти  између прве и друге линије првог положаја, у трећој од 13 часова и 20 минута до 18 часова отваране су бреше у препрекама на другој линији непријатељевих ровова, док су брдске батерије дејствовале на прву линију ровова и ометале непријатеља да изводи оправке, у четвртој фази од 19 часова 14. септембра до 3 часа 15. септембра све су батерије изводиле узнемиравајућа гађања , али само са половином оруђа ради одмарања оруђа и послуге у петој фази од 3 часа до 5 часа и 30 минута поновљена је ватра из свих оруђа на циљеве из прве фазе уз неуочљиво појачање како се непријатељу не би скренула пажња на почетак напада. У 5 и 30 часова завладала је после артиљеријске припреме тишина на целом фронту коју је прекинуо звук сигналне пиштаљке за напад. Пошто је артиљеријска припрема била успешна први ешалон српске и француске пешадије је крећући се преко терена налик месечевој површини пуног кратера од граната и преораног терна лако заузео предње бугарске линије. Потом је кренуо други ешалон тј Југословенска дивизија и Тимочка дивизија. Немци и Бугари су поред ровова на Солунском фронту правили бункере у стенама где би држали артиљерију и митраљезе. У бици на Добром Пољу за само један дан и 700 погинулих српска војска успели су да пробију бугарску одбрану и наставили да ослобађају територију Македоније. Бугарска је 29. септембра у 23.00 часа потписала конвенцију примирја.
Јединице Дунавске дивизије ушле су у Врање 5. октобра, у Владичин Хан 5. октобра, 6. октобра у Грделицу, 7. октобра у Лесковац, 8. октобра у Брестовац и Житни Поток. Немачке трупе из Румуније стигле су код Ниша да поставе одбрану али су српске трупе током 10. и 11. октобра успеле да пробију немачку одбрану и уђу 12. октобра у Ниш. Трупе Петра Бојовића напредују брзо и ослободили су Београд, а онда су српске трупе прешле Саву, Дунав и Дрину и почеле ослобађање до тада територија Аустроугарске.
Цар Вилхелм је огорчен на њих у телеграму бугарском цару рекао: „62.000 српских војника одлучило је рат, СРАМОТА!“
У Загребу је проглашено Народно уједињење а Црна Гора је исто урадила: Прогласила Уједињење са Србијом што је касније довело до кратке Божићне побуне, али ипак Црна Гора се ујединила.
За Србију је рат завршен 13. новембра 1918. потписивањем споразумом са Мађарском, само 2 дана након потписивања примирја на Западном фронту.

## Ратна штета
Према попису предузећа из 1916, на аустроугарском окупационом подручју онеспособљено је 58% индустријских предузећа, а слична ситуација је била на бугарској окупационом подручју где су руднике експлоатисали Немци. Остала предузећа су страдала током повлачења окупатора. Затим, за време Првог светског рата у Србији су оштећени рудници метала са 50%, а рудници угља са 100%. Порушено је 12.000 тона мостовних конструкција, железничке линије Београд−Ниш−Цариброд, Ниш−Скопље−Ђевђелија и Скопље−Митровица. Однето је 24.600 тона бакра, 2.970 тона олова, 150.000 тона пирита, 500.000 тона лигнита, 220.000 тона каменог и мрког угља, 750.000 тона терцијарног мрког угља, 1.610 тона злата и 3.100 тона сребра. Непријатељ је приликом повлачења многе руднике и индустријске објекте потопио, порушио и запалио. За време рата, конфискацијом и одвођењем у непријатељске земље, сточни фонд је уништен за 70%, пољопривредна производња смањена за 70%, а пољопривредни инвентар (објекти, справе, машине, возила) оштећен је за 44% од своје вредности. Број радника у Србији је тек 1923. године достигао број из 1910. године.
Србија је, према подацима Конференције мира у Паризу 1919., изгубила 1.247.435 људи, односно преко 28% од целокупног броја становника које је имала по попису из 1914. год. Од овог броја погинуло је или умрло од рана и епидемије 402.435 војника. Приликом преласка преко Албаније умрло је 77.455 војника, у борбама на Солунском фронту 1916—1918. године 36.477, побијено или умрло у заробљеништву 81.214, а 34.781 војника умрло од рана или болести на територији Србије 1915. године. Што се тиче цивилног становништва, губици су износили 845.000. Од 200.000 грађана који су пошли за војском преко Албаније погинуло је или умрло преко 140.000 људи. Епидемија пегавог тифуса 1914—1915 однела је 360.000 људи.
Према процени делегације Краљевине СХС на мировној конференцији у Версају, односно на преговорима у летовалишту Спа, ратна штета Србије износила је од 7 до 10 милијарди златних франака (по ценама из 1914), а то је била половина њене тадашње укупне националне имовине. У исто време, Србија је у рату изгубила више од 28% становника, односно 62% мушког радног становништва (53% погинуло и 9% трајних инвалида) између 18 и 55 година. Од тих губитака, ¾ отпада на ужу Србију и Косово и Метохију.
Пљачкање и малтретирање Срба вршено је на свим територијама на којима су били насељени. Само у Банату и Бачкој опљачкано је око 6.000 српских породица које су због терора биле принуђене да избегну. Аустријанци и Немци у Србији реквирирају нађене залихе бакра, месинга, никла, цинка, вуне, коже, затим жита, брашна, вина, ракије, соли, стоке, петролеја, итд. Окупациона власт заводи драконске репресивне мере и врши депортације и узимање талаца. Тако, на пример, у мају 1917. у логорима Аустроугарске налазило се око 40.000 људи.

## Галерија
- Српски војници чувају пругу код Демир Капије
- Поштанска картица за војнике Српске војске
- Аустријско-српски фронт, слика Ал. Богданов
- Српски камп
- Српски топ, Рашка 1915.
- Бодљикава жица код Лознице
- Бодљикава жица на Српском фронту
- Аустро-Угарски штаб код Матоваца
- Аустријски камп у Србији 1915.
- Логор српске војске
- Српски ров
- Напуштени српски топ код Лознице Црни Врх
- Први српски наоружани авион, 1915.
- Милан Миловановић, Напуштене аустријске каре на Гукошу
- Српске жене борци у рову
- Cerna, Iven (mai 1917) Престолонаследник Александар у бици код Битоља
- Масовно кретање бугарских трупа у маневру по планинским пределима Србије 1915.
- Бугарски судар са Србима током маневарских борби 1915.
- Српски логор
- Дејство српске артиљерије
- Српска артиљерија
- Споменик ратницима у Параћину са војником који креће у борбу
- Аустријска војска на фронту између Лознице и Крупња
- Аустријско митраљеско гнездо на Српском фронту
- Аустријска војска на Црном врху изнад Лознице
- Босанске јединице Аустријске војске крећу на фронт у Србију
- Линија запрека једног утврђеног положаја
- Српски ров на Солунском фронту
- Ровови на српско грчкој граници
- Последице битке на Кајмакчалану
- Ровови на Солунском фронту услед каменитог терена најчешће су имали грудобран од камења
- Маркица са приказом пробоја Солунског фронта
- Српски војници у рову на Солунском фронту
- Српска артиљерија на Солунском фронту
- Маркица која обележава век Топличког устанка
- Маркица са приказом пробоја Солунског фронта
- Регент Александар обилази фронт
- Регент Александар разговара са рањеним војником
- Аустроугари убијају завезане устанике.
- Диорама пробоја Солунског фронта
- Француски шлем Адриан М15 у Српској Војсци
- Митраљез Максим МГ 10 Српске Војске.
- Топ коришћен у рату од стране српске војске.
- Труба коришћена од стране српске војске за сигнализацију, за разлику од војски на Западном фронту које су користиле пиштаљку
- Реконструисани монитор Бодрог
- Српски ров на Солунском фронту
- Кајмакчалан са остацима ровова после битке
- Осматрачница Српске врховне команде са Кајмакчалана
- Враче брдо, главно поприште борби током офанзивне фазе Колубарске битке
- Српска војска се повлачи од Пећи ка Андријевици
- Уметнички приказ Албанске голготе у зиму 1915/16. На челу колоне краљ Петар I и Н. Пашић
- Макета Флоре Сандс у српском рову, Британски ратни музеј
- Српско повлачење 1915.
- Правци кретања војске по пробоју солунског фронта (стрелице са дебелим линијама)
- Луји Франше Д'Епере, врховни командант Савезничких снага на Солунском фронту
- Српска војска чека укрцавање на обали Албаније
- Српска артиљерија на фронту на Добруџи 1916
- Српске новине штампане на Крфу; сакупио Лука Лазић за Библиотеку Лазић; Налазе се у Аглигату у Београду.
- Маузолеј југословенских војник у Оломоуцу, Чешка
- Мурал Britannia Pacificatrix у згради министарства иностраних послова Уједињено Краљевства (УК) који приказује УК са Савезницима, а Србију као једну од три девојчица
- Признаница из доба бугарске окупације Неготинске крајине 1916.